# Джорджес, Джон
Джон Де́ннис Джо́рджес (англ. John Dennis Georges; род. 16 октября 1960, Новый Орлеан, Луизиана, США) — американский бизнесмен и филантроп, CEO компаний «Georges Enterprises» и «Georges Media Group», владелец газеты «The Advocate» (старейшая и крупнейшая ежедневная газета в Луизиане) и одного из самых известных в Новом Орлеане ресторана «Galatoire's». Один из самых богатых американских греков (370 млн долларов, «The National Herald», 2017). Кандидат в губернаторы Луизианы (2007) и мэры Нового Орлеана (2010).
Активный деятель греческой диаспоры. Бывший президент Троицкого собора в Новом Орлеане. Член Ордена святого апостола Андрея (архонт Вселенского Патриархата). Член благотворительного фонда «Leadership 100» Греческой Православной Архиепископии Америки, оказывающего поддержку организациям Американской архиепископии в продвижении и развитии греческого православия и эллинизма в США (фонд был создан в 1984 году под эгидой архиепископа Иакова). Член совета директоров некоммерческой организации «The Hellenic Initiative».

## Биография

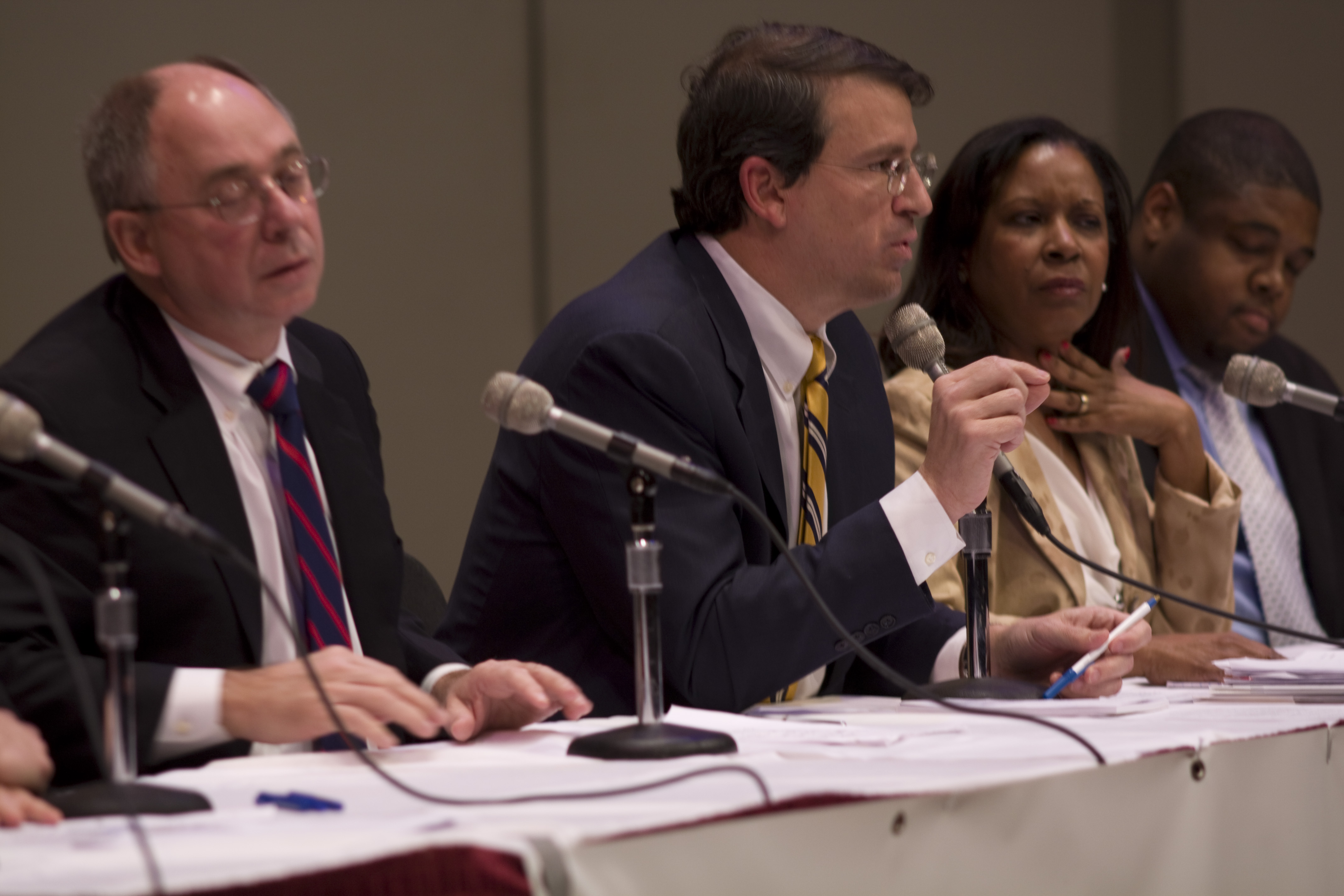
Кандидат в мэры Нового Орлеана Джон Джорджес (в центре) выступает на дискуссионном форуме (2010)

Родился в семье греков Денниса Джорджеса и Аниты Анагностопулос. Его отец (ум. 2002) был родом из Каламаты (Пелопоннес, Греция). Будучи в годы Национального сопротивления военнослужащим Военно-воздушных сил Греции, служил в Корее, позднее был направлен на авиационную базу ВВС США «Кислер» для подготовки по электронике. Оставшись в США, стал членом греческой православной церкви, позднее женился. Был активным членом греческой общины, в том числе основал Греческий фестиваль Нового Орлена, участвовал в решении греческих вопросов (включая Кипрскую проблему).
В 1916 году иммигрировавший в США Гас Пелиас, дед Джона со стороны матери, основал компанию «Imperial Trading Company» (сегодня — «Georges Enterprises»), являющуюся восьмым крупнейшим в США поставщиком для магазинов «шаговой доступности» (по состоянию на 2017 год). Бабка Джона по линии матери была родом с Кефалонии (Греция). Дальним родственником матери Джона был вице-президент США Спиро Агню (урождённый Спирос Анагностопулос).
С 11 лет начал работать в семейном бизнесе.
В 1983 году окончил Тулейнский университет.
В 1992 году стал членом совета регентов Луизианы.
Сыграл значительную роль в восстановлении Новоорлеанского университета после урагана «Катрина», произошедшего в 2005 году. Также способствовал восстановлению нескольких церквей.
В октябре 2009 года являлся организатором встречи Вселенского Патриарха Варфоломея в Новом Орлеане.
С 2009 года — владелец ресторана «Galatoire’s».
С 2013 года — владелец газеты «The Advocate».
В совершенстве владеет греческим языком.

## Личная жизнь
В браке с супругой Дател Джорджес имеет троих детей. Семья проживает в Новом Орлеане. Дател Джорджес занимается филантропией.
Прихожанин греческой православной церкви.
Каждый год посещает Грецию. Проложил дороги в деревне, откуда происходили его предки.